# Ровенка (Измалковский район)
Ровенка — село в Измалковском районе Липецкой области России.
Административный центр Ровенского сельсовета.

## География
Село находится на левом берегу реки Быстрая Сосна. Севернее села проходит автомобильная дорога Р-119, от которой имеется автодорога в Ровенку.
Южнее села расположена деревня Шереметьево.

### Улицы
- ул. Колхозная
- ул. Лесная
- ул. Мира
- ул. Молодёжная
- ул. Московская

## Население
| 2010 |
| ---- |
| 319  |